# Суда
Суда (грец. Σούδα чи Σουίδα), або Свіда — візантійський енциклопедичний, тлумачний та етимологічний словник X століття. Містить близько 30 тисяч статей. Євстафій Солунський припустив, що Суда — насправді ім'я автора енциклопедії. Сьогодні ж більшість дослідників схиляється до версії, за якою назва словника походить від грец. Σούδα — «фортеця, твердиня».

## Особливості словника
Суда являє собою щось середнє між звичайними у Візантії лексиконами, в яких наведено лише слова з похідними формами, і енциклопедіями в сучасному уявленні. Філологічний матеріал (граматика, лексика, історія та література) переважає у Суді. Філософія, природна історія і географія представлені слабше. Особливо цінні біографічні та історико-літературні статті, що частково компенсують численні прогалини в античній літературі і роблять словник незамінним посібником для історика та філолога.
Питання про джерела, якими користувався автор, здається досить складним. Словник складено лише частково на підставі самостійних досліджень. Частіше ж автор слідував звичайному тоді методу запозичень та компіляцій. Найбільше матеріалу Суда включила зі словників Гарпократіона і Гелладія, збірки схолій Сіммаха, історичної компіляції Костянтина Багрянородного (для ранніх епох) і хроніки Георгія Амартола (Монаха) (для пізніх).
Біографічні та історико-літературні статті запозичені, головним чином, зі скороченої переробки «Ономатолога» Ісіхія Мілетського. Для граматичної частини, автор вдавався до самостійних досліджень в античній літературі, оскільки візантійські лексикографи обмежувались невеликим числом авторів, тоді як автор Суди прагнув представити у своїй праці всі віки і всі роди літератури. Водночас частково використані роботи Луція Юлія Вестіна.

## Недоліки
Відсутність методу та історичної критики, а також часта плутанина імен та речей, ще збільшена пізнішими інтерполяціями, робить користування словником досить важким. Так, наприклад, відомий давньогрецький логограф Ферекід, званий і «Леросським», і «Афінським» описується як дві особи окремо. Саме розташування статей значно ускладнює читання сучасному вченому, який звик до алфавітного порядку. У словнику Суда проведена звичайна на той час антистихічна система, заснована на вимові. Наприклад, після літери ζ поміщені статті на ει, η та ι, бо ει та η у грецькій мові вимовляються як звук [i].

## Видання
При всіх своїх недоліках словник Суда визнаний одним з найбільших пам'ятників візантійської ученості. Вперше його видав Дм. Халконділ у Мілані у 1499 р. Критичне видання здійснено в Оксфорді   у 1834 р. Видання Бернгарда (1834—1853) являє собою чудову філологічну працю. В першому томі поміщено докладний вступ, що стосується особистості автора, його епохи, історії, лексикону, джерел, рукописів і видань. Текст супроводжується багатим коментарем.
З 2000 р. розвивається он-лайн проект Суда, де численні ентузіасти перекладають словник з грецької на англійську мову. Для перекладу використовується видання 1928—1938 рр. у Лейпцигу, відредаговане данським бібліотекарем Адою Адлер.